# Bruce Davison
Bruce Allen Davison (Filadelfia, 28 giugno 1946) è un attore statunitense.

## Biografia
Figlio di Clair Davison (musicista) e Marian Holman (segretaria), i suoi genitori divorziarono quando aveva 3 anni. Tra le numerose pellicole a cui ha partecipato, vanno menzionate Fragole e sangue (1970) di Stuart Hagmann, Willard e i topi (1971) di Daniel Mann, Nessuna pietà per Ulzana (1972) di Robert Aldrich, Un affare di cuore (1973) di Gilbert Cates, America oggi (1993) di Robert Altman, X-Men (2000) di Bryan Singer e Che mi dici di Willy? (1990) di Norman René, grazie al quale è stato candidato all'Oscar e ha vinto il Golden Globe come attore non protagonista nel 1991. Ha partecipato inoltre alla puntata numero 20 della terza stagione del telefilm La signora in giallo nel ruolo di David Carroll. Nel 2012 si è autodiretto nel film televisivo Bigfoot.

## Vita privata
Si è sposato tre volte: prima nel 1972 con l'attrice Jess Walton, ma l'anno seguente i due hanno dichiarato di non essere più sposati; poi nel 1986 con l'attrice Lisa Pelikan, da cui ha avuto un figlio, Ethan, nato nel 1996; nel 2006 i due divorziano, ma lo stesso anno, si è risposato con Michele Correy da cui ha avuto una figlia, Sophia Lucinda, nata nel 2006.

## Filmografia parziale

### Cinema
- I brevi giorni selvaggi (Last Summer), regia di Frank Perry (1969)
- Fragole e sangue (The Strawberry Statement), regia di Stuart Hagmann (1970)
- Willard e i topi (Willard), regia di Daniel Mann (1971)
- Nessuna pietà per Ulzana (Ulzana's Raid), regia di Robert Aldrich (1972)
- Codice 3: emergenza assoluta (Mother, Jugs & Speed), regia di Peter Yates (1976)
- Omicidio in 35mm (Lies), regia di Jim Wheat e Ken Wheat (1983)
- China Blue (Crimes of Passion), regia di Ken Russell (1984)
- Spie come noi (Spies Like Us), regia di John Landis (1985)
- Battaglione di disciplina (The Misfit Brigade), regia di Gordon Hessler (1987)
- Che mi dici di Willy? (Longtime Companion), regia di Norman René (1990)
- America oggi (Short Cuts), regia di Robert Altman (1993)
- 6 gradi di separazione (Six Degrees of Separation), regia di Fred Schepisi (1993)
- L'ultima occasione (Homage), regia di Ross Kagan Marks (1995)
- Amici per sempre (The Cure), regia di Peter Horton (1995)
- La seduzione del male (The Crucible), regia di Nicholas Hytner (1996)
- Paulie - Il pappagallo che parlava troppo (Paulie), regia di John Roberts (1998)
- L'allievo (Apt Pupil), regia di Bryan Singer (1998)
- A prima vista (At First Sight), regia di Irwin Winkler (1999)
- X-Men, regia di Bryan Singer (2000)
- Crazy/Beautiful, regia di John Stockwell (2001)
- Il sogno di un'estate (Summer Catch), regia di Michael Tollin (2001)
- Il re è vivo (The King Is Alive), regia di Kristian Levring (2001)
- High Crimes - Crimini di stato (High Crimes), regia di Carl Franklin (2002)
- Dahmer - Il cannibale di Milwaukee (Dahmer), regia di David Jacobson (2002)
- X-Men 2 (X2), regia di Bryan Singer (2003)
- La giuria (Runaway Jury), regia di Gary Fleder (2003)
- 8mm 2 - Inferno di velluto (8mm 2), regia di J.S. Cardone (2005)
- Breach - L'infiltrato (Breach), regia di Billy Ray (2007)
- La linea (The Line), regia di James Cotten (2009)
- Justice League: La crisi dei due mondi (Justice League: Crisis on Two Earths), regia di Lauren Montgomery e Sam Liu (2010) - Voce
- Attacco glaciale (Arctic Blast), regia di Brian Trenchard-Smith (2010)
- Titanic II, regia di Shane Van Dyke (2010)
- God Don't Make the Laws, regia di David Sabbath (2011)
- Le streghe di Salem (The Lords of Salem), regia di Rob Zombie (2012)
- Saving Lincoln, regia di Salvador Litvak (2013)
- Words and Pictures, regia di Fred Schepisi (2013)
- Get a Job, regia di Dylan Kidd (2016)
- The Bronx Bull, regia di Martin Guigui (2016)
- 11 settembre: Senza scampo (9/11), regia di Martin Guigui (2017)
- Insidious - L'ultima chiave (Insidious: The Last Key), regia di Adam Robitel (2018)
- Balto e Togo - La leggenda (The Great Alaskan Race), regia di Brian Presley (2019)
- The Manor, regia di Axelle Carolyn (2021)

### Televisione
- Un salto nel buio (Tales from the Darkside) – serie TV, episodio 1x09 (1984)
- Hunter – serie TV, 16 episodi (1985-1989)
- Storie incredibili (Amazing Stories) – serie TV, episodio 1x17 (1986)
- La signora in giallo (Murder, She Wrote) – serie TV, episodio 3x20 (1987)
- Star Trek: Voyager – serie TV, episodio 3x06 (1996)
- On the Edge, regia di Anne Heche, Mary Stuart Masterson, Helen Mirren e Jana Sue Memel – film TV (2001)
- Senza traccia (Without a Trace) – serie TV, 1 episodio (2002)
- Star Trek: Enterprise – serie TV, episodio 2x07 (2002)
- Law & Order - Unità vittime speciali (Law & Order: Special Victims Unit) – serie TV, episodio 4x08 (2002)
- Animal clinic (The Clinic), regia di Neill Fearnley – film TV (2004)
- Kingdom Hospital – miniserie TV (2004)
- Il triangolo delle Bermude (The Triangle) – miniserie TV (2004)
- Terminator: The Sarah Connor Chronicles – serie TV, episodio 1x07 (2008)
- The Librarian 3 - La maledizione del calice di Giuda (The Librarian: Curse of the Judas Chalice) – film TV (2008)
- Knight Rider, regia di Steve Shill – film TV (2008)
- Knight Rider – serie TV, 13 episodi (2008-2009)
- Criminal Minds – serie TV, episodio 4x17 (2009)
- MegaFault - La terra trema (MegaFault), regia di David Michael Latt – film TV (2009)
- The Closer – serie TV, episodio 5x09 (2009)
- Psych – serie TV, episodio 4x14 (2010)
- Ghost Whisperer - Presenze (Ghost Whisperer) – serie TV, 5 episodi (2009-2010)
- 3 cuccioli e un anello (3 Holiday Tails), regia di Joe Menendez – film TV (2011)
- Castle – serie TV, episodio 3x19 (2011)
- Ultime ore della Terra (Earth's Final Hour), regia di W.David Hogan – film TV (2012)
- Those Who Kill – serie TV, 10 episodi (2014)
- Sequestered – serie TV, 12 episodi (2014)
- The Exorcist – serie TV, 1 episodio (2016)
- Natale al Plaza (Christmas at the Plaza), regia di Ron Oliver – film TV (2019)
- Ozark – serie TV, 2 episodi (2022)
- 1923 – serie TV, episodi 1x02-1x07-1x08 (2022-2023)

## Doppiatori italiani
Nelle versioni in italiano delle opere in cui ha recitato, Bruce Davison è stato doppiato da:
- Gino La Monica in Paulie - Il pappagallo che parlava troppo, X-Men, CSI - Scena del crimine, Il re è vivo, X-Men 2, Ghost Whisperer - Presenze, MegaFault - La terra trema, 3 cuccioli e un anello, Blindspot, The Manor
- Gianni Giuliano in Nessuna pietà per Ulzana, La signora in giallo, Che mi dici di Willy?, L'orgoglio di un padre, Words and Pictures, Ozark, Bosch: L'eredità
- Luca Dal Fabbro ne Il triangolo delle Bermude, Close to Home - Giustizia ad ogni costo, Knight Rider, Psych, Leverage - Consulenze illegali, Castle, Luck
- Dario Penne in L'allievo, A Memory in My Heart, Numb3rs, Terminator: The Sarah Connor Chronicles, La linea
- Luca Biagini in Crazy/Beautiful, The Librarian 3 - La maledizione del calice di Giuda, The Closer, Insidious - L'ultima chiave
- Roberto Chevalier in Hunter (2a voce), Spie come noi, Alfred Hitchcock presenta
- Sergio Di Giulio in Dahmer - Il cannibale di Milwaukee, Harry e gli Henderson (1a voce), Senza traccia
- Claudio Sorrentino in Fragole e sangue, La giuria
- Antonio Sanna in 6 gradi di separazione, Criminal Minds
- Oliviero Dinelli in A prima vista, Avvocato di difesa
- Michele Kalamera in Law & Order: Il verdetto, Le streghe di Salem
- Sergio Di Stefano in High Crimes - Crimini di stato, Lost
- Massimo Turci in Willard e i topi
- Massimo Giuliani in Un affare di cuore
- Sandro Acerbo in Hunter (1a voce)
- Oreste Rizzini in Harry e gli Henderson (2a voce)
- Saverio Moriones in Legami di sangue, vincoli d'amore
- Massimo Rinaldi in America oggi
- Marco Mete in Amici per sempre
- Rino Bolognesi in Star Trek: Voyager
- Ugo Maria Morosi ne La seduzione del male
- Stefano De Sando in Law & Order - Unità vittime speciali
- Massimo Lodolo in Animal Clinic
- Michele Gammino in Kingdom Hospital
- Paolo Buglioni ne Il bacio della mantide
- Claudio De Davide in Per amore di Jimmy
- Fabrizio Temperini in Breach - L'infiltrato
- Giancarlo Padoan in Bigfoot
- Gerolamo Alchieri in The Fosters
- Luciano De Ambrosis in Last Resort
- Carlo Reali in Those Who Kill
- Massimo Milazzo in Get a Job
- Renato Cortesi in CSI: Miami
- Giovanni Petrucci in 11 settembre: Senza scampo
- Renzo Stacchi in Hawaii Five-0
- Saverio Indrio in The Glades
- Pierluigi Astore in Balto e Togo - La leggenda
- Ambrogio Colombo in 1923
- Corrado Conforti in Nessuna pietà per Ulzana (ridoppiaggio)

## Riconoscimenti
Premi Oscar 1991 – Candidatura all'Oscar al miglior attore non protagonista per Che mi dici di Willy?